# Anomala achrogastra
Anomala achrogastra är en skalbaggsart som beskrevs av Machatschke 1969. Anomala achrogastra ingår i släktet Anomala och familjen Rutelidae. Inga underarter finns listade i Catalogue of Life.